# Vendat
 Vendat  là một xã ở tỉnh Allier thuộc miền trung nước Pháp.